# McNary (Arizona)
McNary – jednostka osadnicza w Stanach Zjednoczonych, w stanie Arizona, w hrabstwie Apache.